# بركة (مسلسل)
بركة هو مسلسل مصري عرض في عام 2019 خلال شهر رمضان، المسلسل من إخراج محمود كريم وبطولة عمرو سعد، هالة صدقي، محمد لطفي، كمال أبو رية، أحمد حلاوة، محمد أبو داوود ومصطفى درويش.

## نبذه
تدور الأحداث حول (بركة) وهو شخص يأتي من الصعيد مع والدته، ويعيشا في القاهرة لكن مع مرور الوقت يبدأ في جمع المال ومن هنا يتورط في مشاكل كثيرة بسبب عدد من أصحاب النفوذ، ولا يسانده في هذه المشاكل إلا والدته وبنت الجيران التي تحبه.

## طاقم العمل
- عمرو سعد بدور بركة
- هالة صدقي بدور فريدة
- محمد لطفي بدور كساب
- كمال أبو رية بدور عزمي
- أحمد حلاوة بدور الحاج عوض
- محمد أبو داوود بدور اللواء جلال
- مصطفى درويش بدور ياسر العشماوي
- هنادي مهنا بدور سارة
- عبد الرحمن أبو زهرة بدور حافظ
- سميرة عبد العزيز بدور ونيسة
- إنعام سالوسة بدور جدة سارة